# Forsskaolea hereroensis
Forsskaolea hereroensis là loài thực vật có hoa trong họ Tầm ma. Loài này được Schinz mô tả khoa học đầu tiên năm 1897.